# Сосновка (Кошкинский район)
Сосновка — исчезнувшая деревня в Кошкинском районе Самарской области. Ликвидировано в 1960-е годы.
Являлось крупнейшим немецким поселением в регионе.

## География
Село располагалось на правом берегу р. Кармала, в 13 км юго-западнее села Кошки и в 120 км от Самары. Ближайшие населённые пункты: в 2,5 к северо-востоку — деревня Моисеевка; в 7 км к юго-востоку — село Орловка; в 7 км к югу — село Берёзки. Ближайшая железнодорожная станция — «Казарма 1030-й км».

## История
Основано в 1864 году. Первоначально называлось Гофенталь. Основатели — немцы фабричные рабочие из Польши, бежавшие от «революц. пропаганды», и выходцы из Причерноморья. Первыми переселенцами были семьи Эберт, Дрейлих, Флейман, Бискуп, Дикоп (Дикопф). Основная масса жителей села относились к лютеранскому приходу Самары. Часть жителей была католиками, меннонитами и баптистами. В селе было две церкви — лютеранская кирха и католический костел. На 1882 г. жители поселения имели во владении 1945 десятин удобной и пахотной земли на 67 дворов. До 1917 г. село входило в состав Константиновской волости Константиновского колониального округа Самарского уезда Самарской губернии. В годы Первой мировой войны немецкое название села Гофенталь было изменено на русское — Сосновка. В 1926 году действовали начальная школа, сельсовет. В период коллективизации был создан колхоз «Айнтрахт», позже переименованный в «Рот Фронт».
28 августа 1941 года был издан Указ Президиума ВС СССР о переселении немцев, проживающих в районах Поволжья. Немецкое население было депортировано, а село заселено татарами. В 1960-х годах, в период ликвидации не перспективных населённых пунктов, село было ликвидировано.

## Население
Динамика численности населения деревни Нейгофнунг по годам
| 1881 | 1889 | 1897 | 1910 | 1926 | 1930 |
| ---- | ---- | ---- | ---- | ---- | ---- |
| 346  | 475  | 574  | 541  | 728  | 843  |

Национальный состав
В 1926 годы немцы составляли 100 % населения